# Grabownica Starzeńska

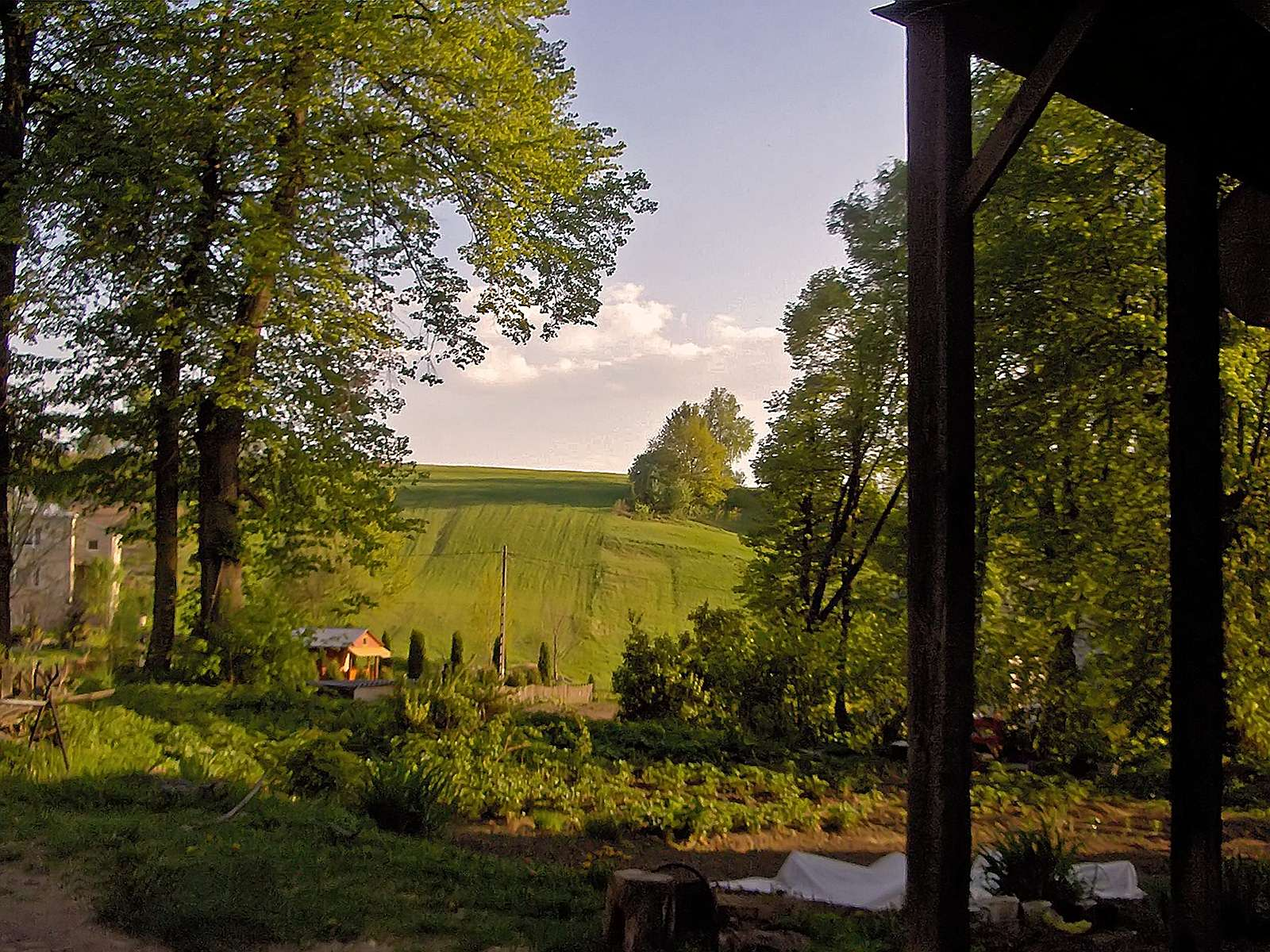
Grabownica

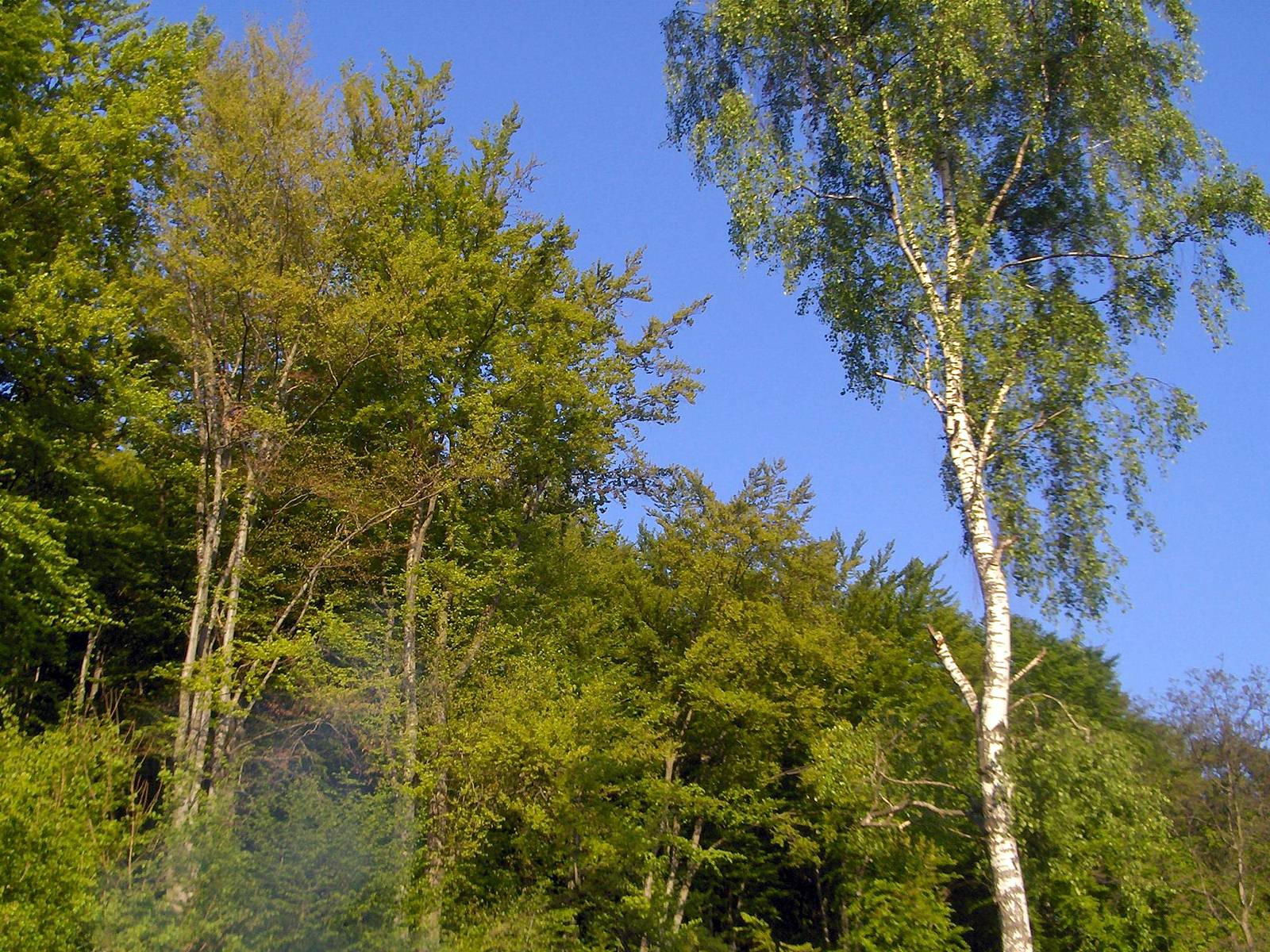
Grabownica

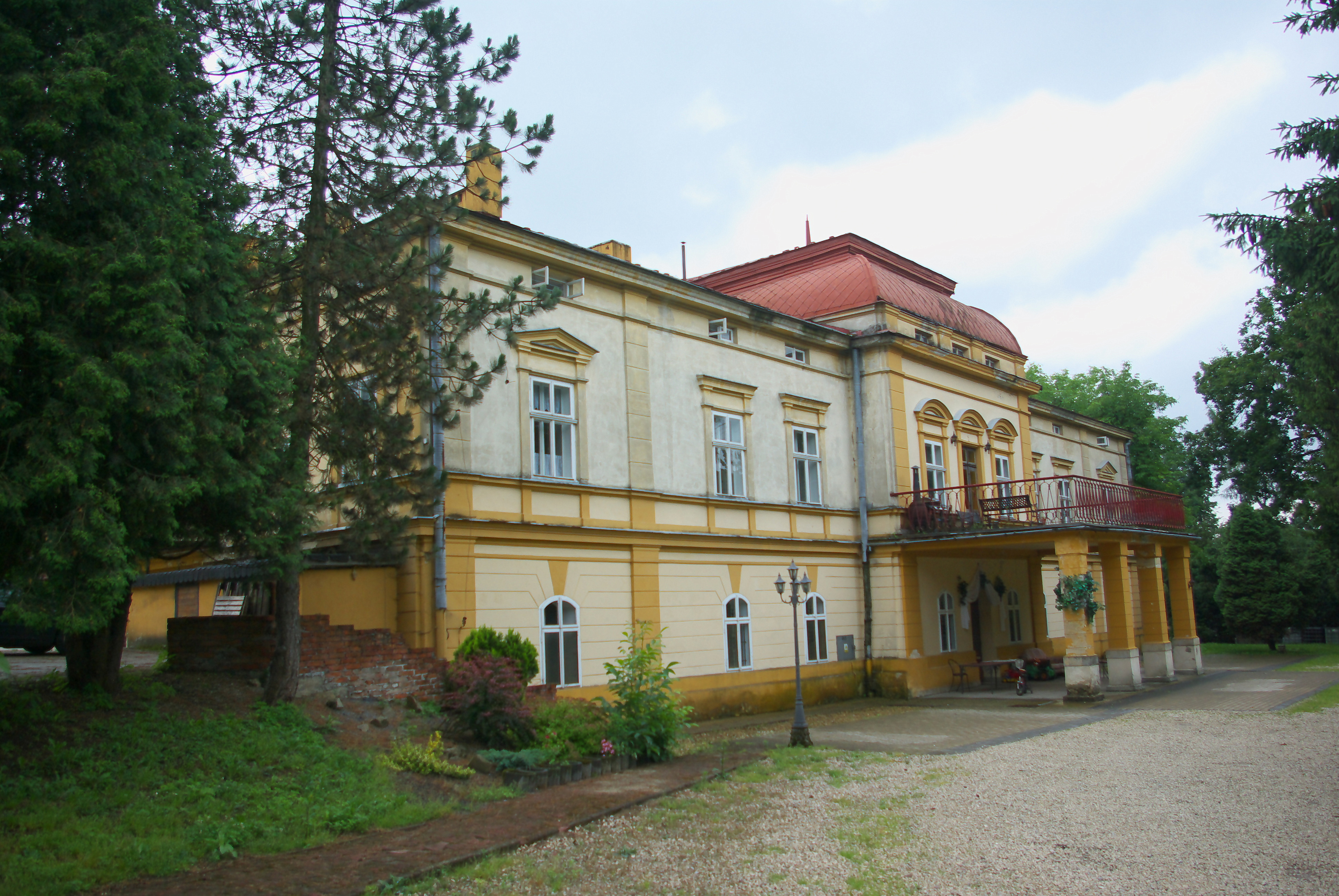
Pałac Starzeńskich i Ostaszewskich

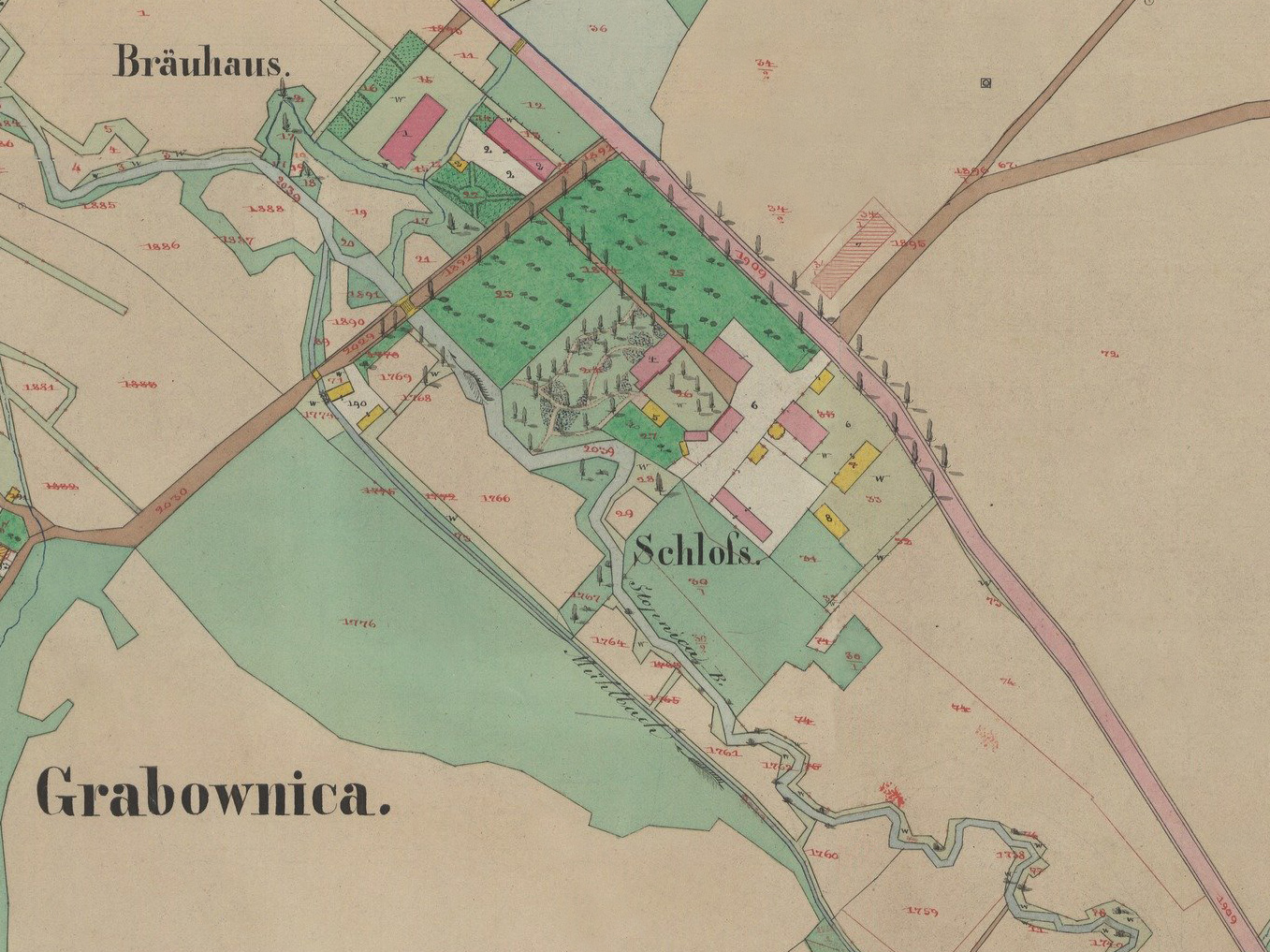
Pałac na mapie z 1852r.

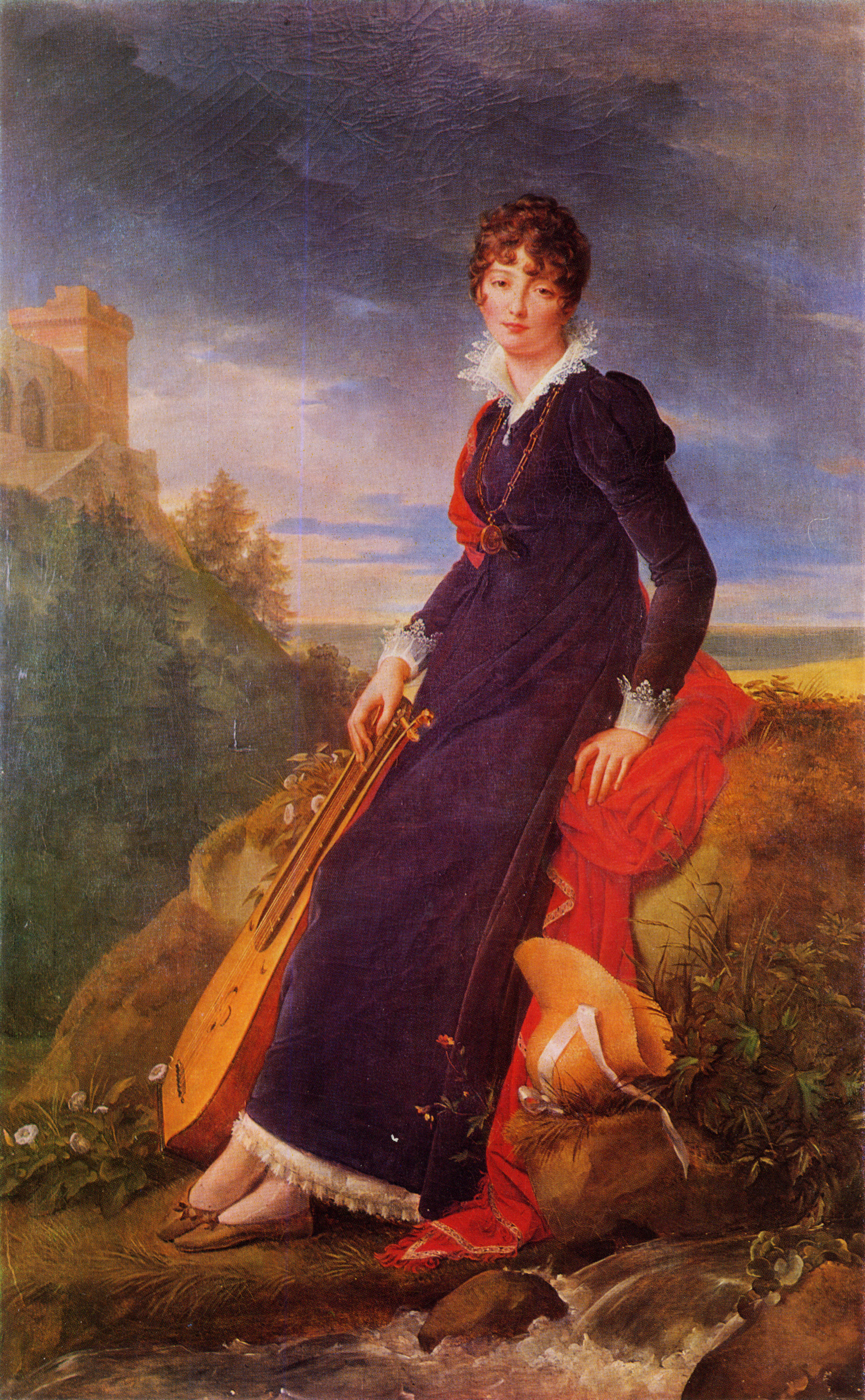
Katarzyna Starzeńska

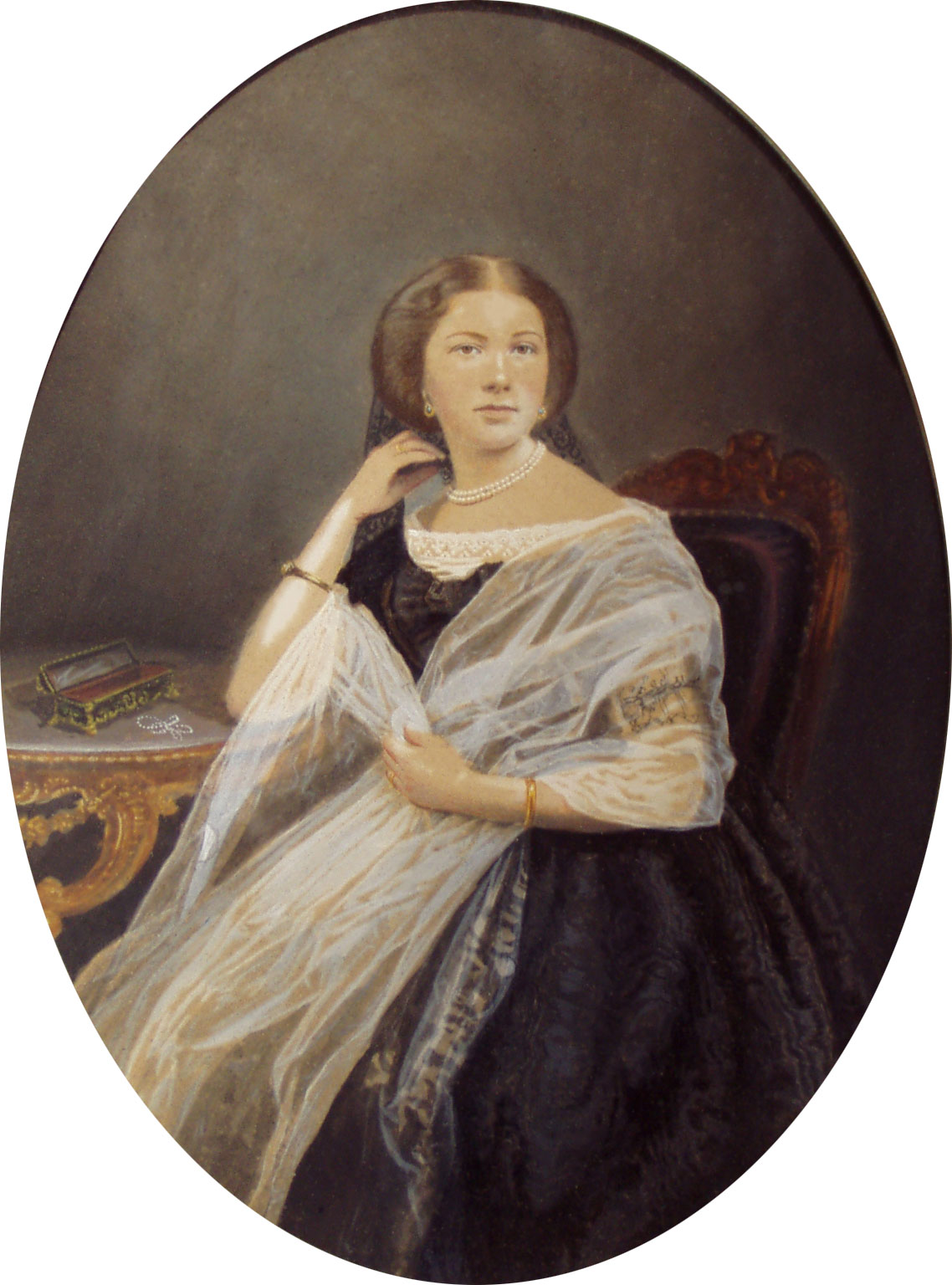
Emma Ostaszewska

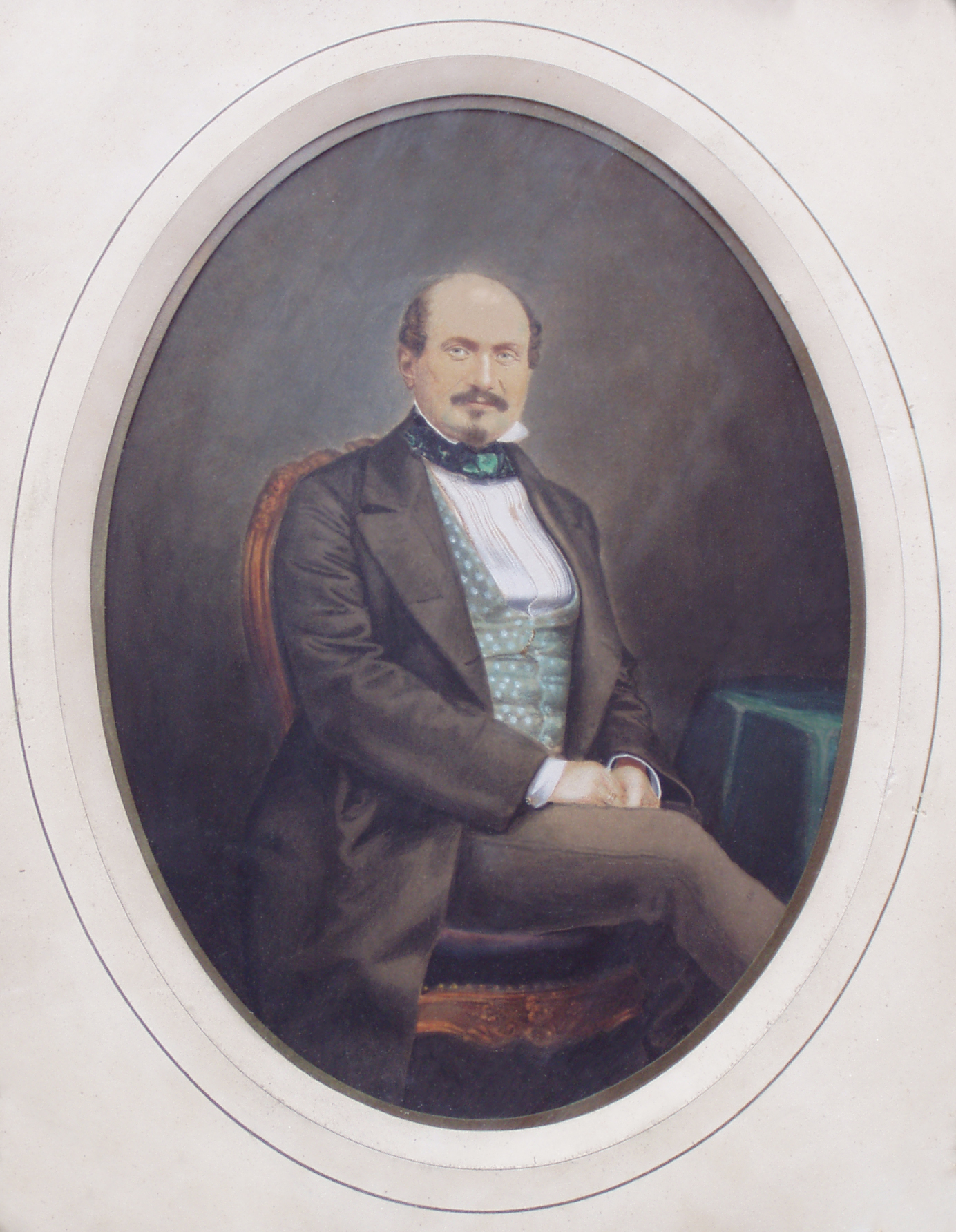
Teofil Wojciech Ostaszewski

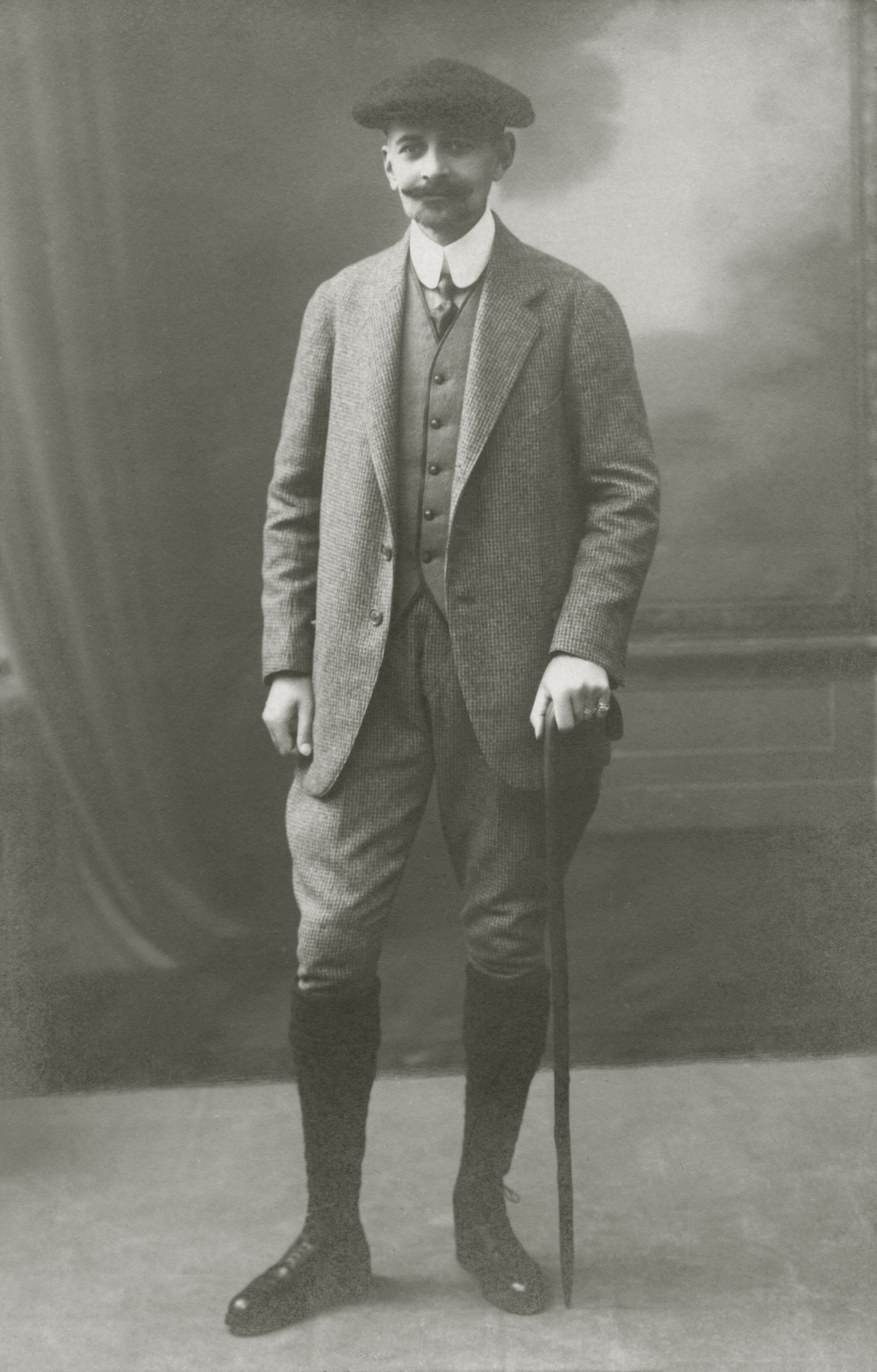
Kazimierz Ostaszewski

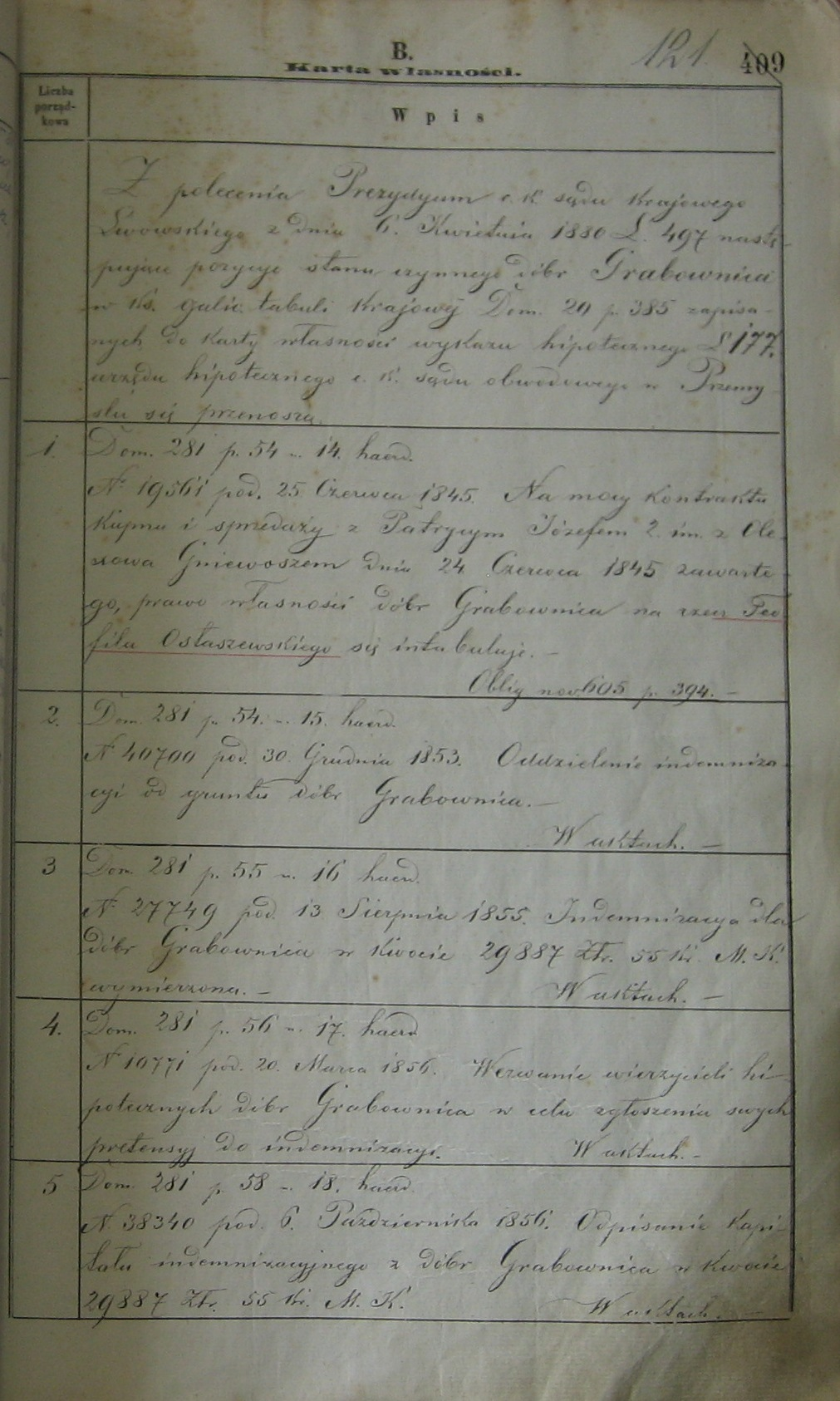
Karta z księgi tabularnej dóbr Grabownica

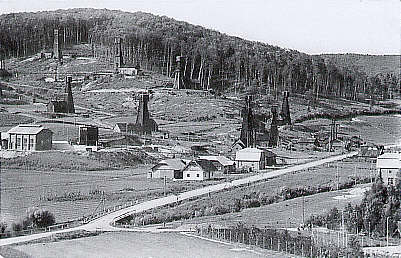
Szyby naftowe, lata 30. XX wieku

Grabownica Starzeńska – wieś położona w południowo-wschodniej części Polski, w województwie podkarpackim, w powiecie brzozowskim, w gminie Brzozów. Miejscowość położona jest przy drodze wojewódzkiej nr 886 Domaradz – Brzozów – Sanok. Znajduje się w niej pałac Starzeńskich i Ostaszewskich z XVIII-XIX w.
W latach 1934–1954 i 1973–76 wieś była siedzibą gminy Grabownica Starzeńska, zaś 1954–1972 – siedzibą władz gromady Grabownica Starzeńska.
W latach 1975–1998 miejscowość położona była w województwie krośnieńskim, 1945–1975 w województwie rzeszowskim, zaś przed II wojną światową w województwie lwowskim.

## Części wsi
| SIMC    | Nazwa           | Rodzaj     |
| ------- | --------------- | ---------- |
| 0345621 | Dół             | część wsi  |
| 0345638 | Duża Strona     | część wsi  |
| 0345644 | Folwark         | część wsi  |
| 0345696 | Ksawerów        | przysiółek |
| 0345650 | Mała Strona     | część wsi  |
| 0345667 | Polana          | część wsi  |
| 0345673 | Wieliwiszczyzna | część wsi  |
| 0345680 | Zalas           | część wsi  |

## Warunki naturalne
Grabownica Starzeńska wchodzi w skład regionu brzozowskiego. Jest wsią położoną nad rzeką Stobnicą, na Pogórzu Dynowskim. Przez wieś przebiega droga łącząca Brzozów z Sanokiem oraz droga Grabownica-Dynów. Obszar Grabownicy graniczy od strony południowo-wschodniej z Pakoszówką i Lalinem, od wschodu z Niebockiem, od północy z Humniskami, a od zachodu z Górkami. W skład wsi wchodzą następujące przysiółki: Polana, Folwark, Wieliwiszczyzna, Zakościele, Ksawerów, Dół, Duża i Mała Strona, Kopalnia. Od strony wschodniej i zachodniej Grabownica otoczona jest lasami liściastymi z niewielką ilością drzew iglastych.

### Budowa geologiczna obszaru
Region brzozowski charakteryzuje się skomplikowaną budową geologiczną, związaną z ruchami tektonicznymi starszego trzeciorzędu. W Grabownicy występują warstwy dolnokredowe, które charakteryzują się stosunkowo stromymi wzgórzami. Najwyższe wzniesienie dochodzi do 476 m n.p.m., jest to Wroczeń. Z warstwami dolnokredowymi związane są złoża ropy Grabownicy. Fałd Grabownicy zbudowany jest z pięciu poziomów, bazujących na elementach piaskowców i łupków. Pogórze Dynowskie, w skład którego wchodzi Grabownica, charakteryzuje się krajobrazem pogórskim o rusztowym układzie grzbietów. Teren wsi jest bardzo urozmaicony, najwyższy fałd Grabownicy występuje w formie wąskich wydłużonych siodeł. Wzgórza ciągną się z południowego wschodu na północny zachód. Wzgórza znajdujące się po prawej części doliny noszą nazwę Dąbkówki. Wąwozy przecinają fałdy wzgórz, przebiegając z południowego zachodu na północny wschód.
Przez Grabownicę przepływa rzeka Stobnica, która bierze swój początek na północnym stoku góry Wroczeń (501 m n.p.m.), która znajduje się w obrębie wsi Lalin. Płynie ona przez Grabownicę w kierunku północno-wschodnim. W niedalekiej bliskości środka wsi uchodzi do niej prawy dopływ – potok Grabownica (niekiedy podaje się inną nazwę tego potoku, a mianowicie Niebocki Potok, stosowana jest również nazwa Meczka), który wypływa z góry Soszne. Stobnica jest rzeką krętą, brzegi jej są bardzo zarośnięte i dlatego często wylewa. W centrum Grabownicy wpada do Stobnicy z kierunku zachodniego mały strumyk, niemający swojej nazwy.
Największym bogactwem naturalnym Grabownicy są złoża ropy naftowej, które są związane z warstwami dolnej kredy. Złoża te są częścią wielkiej antyklinalnej jednostki tektonicznej, znanej jako fałd Międzybrodzia-Bykowiec-Załuża-Grabownicy-Starej Wsi-Bliznego-Domaradza, która jest skrajnie północnym elementem tektonicznym jednostki śląskiej. W rejonie Grabownicy występują niższe jednostki tego fałdu. Cały fałd obniża się z południowego wschodu w kierunku północno-zachodnim. Warstwa dolnokredowa znajduje się w części południowo-wschodniej złoża na powierzchni, a w części północno-zachodniej, tj. w rejonie Humnisk, na głębokości dziewięciuset metrów, a więc o znacznym obniżeniu. Złoże ropy Grabownicy należy do złóż strukturalnych, warstwowych, litologicznie ograniczonych, o powierzchni około stu osiemdziesięciu hektarów. Ropa z tego złoża należy do słabo parafinowanych, posiada gęstość od 170 do 830 kg/m³, temperaturę krzepnięcia –40 °C.
Na terenie Grabownicy występują w warstwach istebniańskich złoża gazu ziemnego. Złoża te są ekranowane w ramach litostratygraficznego następstwa nadległym kompleksem pstrego eocenu, łupków menilitowych i około sześciuset metrów grubych warstw krośnieńskich. Złoże to znajduje się na głębokości około tysiąca metrów. Złoże gazu, podobnie jak ropy, jest strukturalne, warstwowe, litologicznie ograniczone. Złoże ma powierzchnię siedmiu hektarów, jego efektywna miąższość wynosi 33 metry. Porowatość piaskowców 10,63%, natomiast woda złożowa występuje w izobacie – 856 metrów i jest solanką węglanowo-sodową. W warstwach istebniańskich stwierdzono występowanie solanek chlorkowo-wapniowych. W wielu otworach wiertniczych eksploatuje się solanki jodowe.

### Gleby
Gleby regionu brzozowskiego są typowymi glebami górskimi. Występują tutaj następujące ich rodzaje: piaszczyste, glinka podkarpacka, rędzinowe. Łąki są podmokłe, o małej wydajności siana.

### Lasy
Lasy Grabownicy wchodzą w skład kompleksu powierzchniowego wsi: Grabówki, Grabownicy, Humnisk, Domaradza, Baryczy, Wesołej, Hłudna. Około 1881 roku powierzchnia lasów Grabownicy wynosiła pięćset siedemdziesiąt pięć metrów. W Grabownicy występują lasy liściaste (w większości są to buki, graby, brzozy, dęby), z niewielką ilością drzew iglastych (sosny, świerki, jodły, modrzewie). Powierzchnia lasu w miarę upływu czasu kurczyła się na skutek karczowania i coraz to większego głodu ziemi. Widoczne są niektóre pola wchodzące w głąb lasu. W obejściu kościoła, w chwili obecnej, znajdują się drzewa – pomniki przyrody. Są to: jesion o obwodzie 346 cm, wysokości trzydziestu metrów oraz dwa dęby o obwodzie 466 i 467 cm i wysokości ok. 19 metrów.

## Historia

### Pradzieje
Ciekawe znaleziska grabownickie przypadają na młodszą epokę kamienia – neolit (5200–3700 lat p.n.e.). Zabytkami archeologicznymi z tego czasu są dwie siekierki znalezione na terenie Grabownicy, które znajdują się w miejscowej szkole podstawowej – płaska czworościenna i gruba czworościenna o uszkodzonym obuchu.
W III i II tysiącleciu przed naszą erą (późny neolit) Grabownicę zamieszkiwała ludność związana z kulturą ceramiki sznurowej, która zajmowała się głównie pasterstwem. Świadczyły o tym znalezione w Grabownicy, a także w pobliskiej Strachocinie, toporki „sznurowe”.
Okres wpływów rzymskich (ok. 375 rok n.e.) upłynął na ziemiach Polski południowej pod znakiem dominacji kultury przeworskiej. W Grabownicy odnotowano punkt osadniczy pochodzący z tego okresu – stanowisko trzynaste, w którym znaleziono cztery fragmenty ceramiki. Duże znaczenie dla ludności kultury przeworskiej stanowiły kontakty z Cesarstwem Rzymskim. Spośród tysięcy przedmiotów, które dzięki ożywionej wymianie handlowej napływały z terenu Imperium na ziemie polskie, największą część stanowiły monety. Rozrzut terytorialny monet świadczył o przebiegu szlaków handlowych, a także informował o skupiskach osad. W Grabownicy odnotowano najliczniejszy w Brzozowskim skarb monet rzymskich. Złożony był z sześciu monet Wespazjana, Antoninusa Piusa i Marka Aureliusza, emitowanych w latach 69–180 naszej ery. Ksiądz J. Reichel w napisanej przez siebie kronice wspomina o siódmej monecie z wizerunkiem Tyberiusza, która jednak zaginęła.
Po raz pierwszy nazwa Grabownica (Grabownicza) pojawiła się w akcie lokacyjnym wsi z 1377 roku. Etymologia nazwy wsi związana była z występowaniem na jej terenie lasu grabowego. W późniejszym okresie pisownia nazwy miejscowości ulegała kilkakrotnie transformacji. W 1646 roku po raz pierwszy pojawiła się funkcjonująca do dzisiaj nazwa – Grabownica. Od XIX wieku nazwa wsi posiadała dodatkowo przydawkę Starzeńska, która pochodziła od nazwiska właścicieli wsi, Starzeńskich.

### 1300-1700
Wzmiankowana w 1366 r.
Akt lokacyjny Grabownicy został wystawiony w Sanoku 14 października 1377 roku przez Władysława Opolczyka, księcia opolskiego, wieluńskiego i Rusi. Z dokumentów wynika, iż książę nadał Grabownicę Piotrowi, zięciowi Gruszki. W XV i XVI wieku wieś była w posiadaniu rodzin: Czeszyków i Pełków.
W 1498 roku przez Grabownicę przeszła nawała turecka, docierając do Pakoszówki i Lalina. Przed 1533 r. Grabownicę posiadał Jan Bobola (zm. 1533). Wydarzeniem, które nie miało dotąd przykładu w Grabownicy, był najazd Tatarów w czerwcu 1624 roku na tereny ziemi przemyskiej i sanockiej. 15 czerwca tegoż roku oddział Kantymira Murzy jechał i zniszczył Grabownicę, gdzie oprócz domów spłonął również dom parafialny i kościół. Na domiar złego, Grabownicę nawiedziła trzykrotnie zaraza (1633, 1652, 1653), a w 1650 roku powódź zniszczyła całkowicie zasiewy i dobytek.
W 1636 roku zmarł Hieronim Nagórski, herbu Ostoja, dzieląc uprzednio Grabownicę między swoje córki. Najstarsza z nich, Katarzyna, poślubiła Jacka Krasowskiego i objęła wraz z mężem w posiadanie dwór górny, natomiast młodsza, Salomea, otrzymała dwór dolny i po śmierci rodziców (Jadwiga zmarła w 1640 roku) wychowywała się w domu Mikołaja Pełki. Wspomniane wyżej osoby były głównymi postaciami romantycznego, a zarazem tragicznego w skutkach, wesela grabownickiego: Niezmiernie romantyczne było porwanie panny Salomei Nagórskiej z Grabownicy przez Stanisława Przedwojowskiego towarzysza roty husarskiej Aleksandra Koniecpolskiego. Panna była posażną sierotą, a fakt porwania był tylko epilogiem intrygi rodzinnej. Panna Salomea po stracie rodziców wychowywała się w domu swego dziadka Mikołaja Pełki, który w 1650 roku odegrał także czynną rolę w krwawym dramacie familijnym, bo przychwytawszy macochę swoją na romansach z rękodajnym sługą Janem Nakielskim, przy pomocy swego brata przyrodniego, a rodzonego syna wiarołomnej, Nakielskiego, porwał, uwiązał do drzewa, rozstrzelał, a zwłoki spalił.
Do opieki nad panienką rościł pretensje szwagier, ożeniony z jej starszą siostrą Katarzyną – Jacek Krasowski z Grabownicy. Wiedziony chciwością chciał odebrać Pełkom pannę Salomeę, bo upatrzył dla niej męża Gabriela Boratyńskiego, który deklarował się kontentować trzecią częścią posagu panny, a z dwóch trzecich kwitować Krasowskiego. Kiedy raz Pełczyna była z panną na mszy w kościele franciszkańskim w Sanoku, wpadł Krasowski ze zbrojną czeladzią do świątyni i, nie zważając na nabożeństwo, właśnie przy samym podniesieniu, porwał Salomeę przemocą i zawiózł ją do Grabownicy. Aby faktem dokonanym ubiec opozycję krewnych, przyspieszył termin ślubu z Boratyńskim, nie zważając na łzy i prośby panny, która serce swoje oddała Przedwojowskiemu. Zbliżał się dzień fatalny. Już pannę młodą poczęto stroić do ślubu, kiedy nagle, w przedostatniej chwili, wpadł do dworu Stanisław Przedwojowski z kilku towarzyszami swojej husarskiej chorągwi. Porwał Salomeę, uniósł ją na konia, a następnie do kolasy, w której czekała już na nią jej druga siostra i jej ciotka pani Bylińska wraz z bratem stryjecznym – Nagórskim. Krasowskiemu i niefortunnemu panu młodemu Boratyńskiemu pozostała tylko ta wątpliwa satysfakcja i pociecha, jaką dać mogą piorunujące pretensje zaniesione do ksiąg grodzkich. Niestety niedługo cieszyło się swym szczęściem tak romantycznie skojarzone stadło. Romantyka dziejów rodzinnych tamtych czasów obfituje nie tylko w miłosne i liryczne, ale także tragiczne i krwawe epizody.
W 1645 roku napada nocą na dwór w Grabownicy sąsiad – Stanisław Kozłowski, podczaszy sanocki i pod szablami jego pachołków ginie gwałtowną śmiercią Stanisław Przedwojowski. Rozsiekano go na sztuki. Na jego zwłokach naliczono w grodzie dwadzieścia dwie rany. Stało się to za namową matki podczaszego, Anny z Rytra Kozłowskiej – wdowy po Mikołaju, sędzim ziemi sanockiej. Było epilogiem krwawych i zaciętych wojen sąsiedzkich, w jakie obfitowała ziemia sanocka. Kozłowską skazał trybunał za zbrojny napad i zabójstwo na dwa lata i dwanaście tygodni wieży. Nim ją jednak odbyła, dosięgła ja zemsta z ręki opryszków beskidzkich, którzy napadłszy na jej dom w Humniskach, a chcąc ją zmusić do wskazania kryjówki, gdzie ukryła złoto i klejnoty, wzięli ją na tortury i piekli pochodniami. Srodze skatowana Kozłowska manifestowała się przed aktami grodzkimi, że wieży odsiedzieć nie może, bo stan jej waży się między życiem a śmiercią. Tragiczny los męża nie na długo odebrał pannie Salomei ochotę do życia i miłości. W cztery miesiące po katastrofie została już żoną Jana Fredry.
Olbrzymie zagrożenie dla ludności ziemi sanockiej stanowiły napady zbójców beskidzkich. W celu ukrócenia swawoli zbójników wydano 10 maja 1678 roku w Sanoku Ordynacyę piechoty prezydyalnej sanockiej ziemi na obronę od zbójców. W myśl tej ordynacji ludność każdej wsi zobowiązana była do pełnienia straży przed napadami zbójników. Poszczególne miejscowości pełniły straże w określonych terminach i okręgach. Mieszkańcom Grabownicy obowiązek obrony przed zbójnikami przypadał w dniach od 15 września do 15 października. Do straży powoływano mężczyzn w sile wieku, którzy musieli być zaopatrzeni w siekierę oraz zapas żywności na czternaście dni. Mieszkańcy napadniętej wsi mieli obowiązek poinformować okoliczne miejscowości poprzez zapalenie stosu smolnego drzewa.

### 1701-1845
Pozycja chłopa grabownickiego żyjącego w XVII i XVIII wieku, w stosunku do wcześniejszego okresu, znacznie się pogorszyła. Rysowała się znaczna przepaść między szlachtą a chłopami. Ciekawe, a zarazem tragiczne wydarzenie, ilustrujące stosunki społeczne w Grabownicy, odnotowano w 1709 roku. Chłop Wojciech Skowyrz, nie mając środków na utrzymanie, a co za tym idzie, nie mogąc odrabiać pańszczyzny, podjął próbę ucieczki do najbliższej wsi, zabierając ze sobą swoją krowę i jałówkę. Został jednak schwytany przez ludzi Piotra Górskiego, właściciela tej części wsi, w której żył ów kmieć. Zabrano mu wspomniany dobytek, a jego samego przywiązano powrozem do konia i prowadzono do dworu. Tutaj, na rozkaz Piotra Górskiego, rozebrano go do naga, przywiązano do kłody i bito kijami, następnie zakuto w dyby i rzucono do więzienia, gdzie trzymano go tylko o wodzie. W wyniku takiego traktowania Wojciech Skowyrz zmarł. Podobny los spotkał w 1714 roku innego chłopa – Simona Lenkowicza. Piotr Górski zapewne zdawał sobie sprawę ze swoich uczynków, skoro nakazał przedstawić siebie na obrazie (1736) jako dobrego łotra.
Bardzo ciekawe wydarzenie, informujące o sposobie rozwiązywania konfliktów społecznych, zanotowano w 1704 roku. Doszło wówczas do sporu między dwoma kmieciami – Wojciechem Sobkowiczem i Pawłem Burnatem, którzy po pijanemu czynili względem siebie zarzuty. W obecności Marcina Kwiatkowskiego – młynarza z Humnisk – oraz Walentego Chlebka – młynarza z Grabownicy – doszło do ugody między stronami, mocą której osoba wzniecająca spór na nowo miała podlegać karze trzydziestu „plag” w pośladek, przy obecności gromady ludzi. Dodatkowo uzgodniono, iż strona nie respektująca postanowień ugody będzie klęczeć w kościele, przed krzyżem, podczas mszy niedzielnej lub świątecznej na przestrzeni miesiąca.
Około 1714 roku miał miejsce pożar w posiadłości Piotra Górskiego w Grabownicy. Musiał on być groźny w skutkach, skoro Laudum sejmiku wiszeńskiego na posiedzeniach 5 lutego i 11 września 1714 roku postanowiło przyznać ulgi podatkowe dla właściciela.
29 lipca 1772 roku do Grabownicy weszły wojska austriackie, ustanawiając rządy zaborcze do 1918 roku. Od 1760 roku Piotr Starzeński był samodzielnym właścicielem Grabownicy. Ze związku z Marianną Rogalińską miał syna Ksawerego. Wielką pasją życiową Ksawerego była ichtiologia. Wokół pałacu, wybudowanego przez jego ojca, Piotra, zakładał stawy i sadzawki. Sprowadzał różne gatunki ryb morskich – nawet te najbardziej egzotyczne – i wpuszczał je do słodkiej wody, a następnie krzyżował ze sobą poszczególne gatunki. Wnętrze pałacu zastawione było akwariami różnej wielkości. Nie poprzestając na badaniach i doświadczeniach, zajmował się także teorią, zgromadził w pałacu ogromny, specjalistyczny księgozbiór – jedyny tego rodzaju w Polsce – oraz liczne kolorowe atlasy ryb. Będąc już po trzydziestce pojął za żonę 17-letnią Katarzynę Jaworską z Góry Ropczyckiej. Ślub odbył się w 1799 roku, po czym młoda para zamieszkała w Grabownicy. Katarzyna Starzeńska, nazywana La Belle Gabrielle, znana była ze swej rozwiązłości obyczajowej, napisano o niej: była matką czworga nieślubnych dzieci, zaś w swym kalendarzu, skromnie licząc, miała zarejestrowanych ponad sześćdziesiąt ofiar naiwnej miłości. W 1803 roku państwo Starzeńscy wyjechali do Paryża. Katarzyna zaczęła bywać w wytwornych salonach paryskich. Najwytworniejszym był salon Julii Recamier, przyjaciółki Józefiny. Pojawienie się w tym salonie piękności z Grabownicy zrobiło na wszystkich olbrzymie wrażenie, szczególnie zaś na płci męskiej. Podczas jednego z przyjęć Katarzyna poznała Eugeniusza Beauharnais, syna Józefiny i pasierba Napoleona, późniejszego wicekróla Italii. Państwo Starzeńscy bywali również u Napoleona i Józefiny. W czasie jednego z przyjęć, Napoleon zainteresował się ichtiologicznymi badaniami Ksawerego, po rozmowie na ten temat zaproponował Starzeńskiemu osiedlenie się we Francji na stałe i kontynuowanie pracy badawczej. Miłość Katarzyny i Eugeniusza stała się głośna, w akcję postanowiła więc wkroczyć Józefina, która nie chciała, aby ten związek przeszkodził synowi w zrobieniu kariery politycznej. Zaprosiła zatem Katarzynę na szczerą rozmowę, w wyniku której Starzeńscy po kilku dniach opuścili Paryż. Po przybyciu do Grabownicy La Belle Gabrielle urodziła syna, pochodzącego ze związku z Eugeniuszem. Dziecko to jednak wkrótce zmarło. Kolejnym obiektem Katarzyny był angielski dyplomata Artur Paget. Owocem tego związku był urodzony w 1809 roku syn Kazimierz. Na liście uwiedzionych przez Katarzynę znaleźli się również: rosyjski generał Teodor Korff, a także o młodszy jedenaście lat kapitan Stanisław Prek z Nozdrzca, uczestnik wojen napoleońskich, brat pamiętnikarza Ksawerego Preka. Między tym ostatnim a Starzeńskim doszło do pojedynku, skutkiem którego właściciel Grabownicy został poważnie ranny. W 1828 roku Ksawery Starzeński zmarł. Żałoba Katarzyny nie trwała długo. W dwa lata po śmierci Ksawerego była już żoną Józefa Benedykta Pawlikowskiego z Medyki.

### 2. połowa XIX wieku, XX wiek
W następnych latach Grabownica była własnością Józefa Patrycego Gniewosza, który był synem Piotra i Joanny z Borkowskich. Oźeniony w 1820 r. z Łucją Ostaszewską (1802-1894) Józef Patrycy Gniewosz sprzedał w 1845 r. grabownickie dobra swemu szwagrowi Teofilowi Ostaszewskiemu (1807-1889) z Wzdowa, po którym dziedziczył je syn Kazimierz Ostaszewski, znany hodowca koni wyścigowych.
Olbrzymie znaczenie dla Grabownicy, a także regionu brzozowskiego, miała rewolucja 1846 roku. Jednym z przywódców organizującego się powstania w Sanockiem był Teofil Wojciech Ostaszewski, właściciel Wzdowa i Grabownicy. Ostaszewski znany był jako gorący zwolennik zniesienia pańszczyzny, którą w istocie sam zlikwidował przed rokiem 1848 w swoich dobrach, oraz z pracy napisanej w Paryżu w 1842 roku pt. Oswobodzenie Polski przez zniesienie pańszczyzny. Sanockie pokryło się gęstą siecią konspiracyjną. Z polecenia Leona Mazurkiewicza – organizatora spisku w obwodzie sanockim i przemyskim – agitację w Brzozowskiem prowadził Franciszek Piątkiewicz z Grabownicy. 18 lutego 1846 roku przybył do Wzdowa Julian Goslar – emisariusz Rządu Narodowego, który polecił Ostaszewskiemu ogłosić rewolucję wśród chłopów, zapewniając, że wybucha w całej Polsce powszechne powstanie chłopów i szlachty. Goslar ogłosił również zniesienie pańszczyzny. Ostaszewski obawiał się powstania, a dokładniej jego akcentów rewolucyjnych. Jak tłumaczył później w trakcie dochodzenia, które wytoczyły mu władze austriackie, zaraz po odjeździe Goslara napisał list do władz donosząc o ataku na Sanok sił powstańczych (co jednak nie znajduje potwierdzenia w oryginalnych aktach ze śledztwa, które dowodzą, iż użył tego argumentu by uniknąć kary za udział w przygotowaniu powstania – w konsekwencji spędził dwa lata w więzieniu austriackim).
Rankiem 21 lutego 1846 roku na znacznych obszarach obwodu sanockiego ogłoszono powstanie. Atak powstańców na Sanok, zgodnie z planem, miał pójść od północnego zachodu z okolic Brzozowa – Krosna pod kierunkiem Teofila Ostaszewskiego, oraz od Przełęczy Łupkowskiej, z okolic Kalnicy i Leska pod dowództwem Jerzego Bułharyna, siłami miejscowymi i przywiezionymi ze Słowaczyzny. We Wzdowie, gdzie był punkt zborny oddziału powstańczego, mającego od północy uderzyć na Sanok, wobec chłopskich rozruchów, zjechała się niespełna setka powstańców, wśród których byli mieszkańcy Grabownicy. Oddział majora Bułharyna po paru starciach z chłopami dotarł 21 lutego do Zahutynia, pod Sanokiem, nie mając jednak wsparcia od północy, Jerzy Bułharyn nakazał odwrót na Węgry. Przewidywania Ostaszewskiego, który obawiał się reakcji chłopskiej, sprawdziły się. Do Grabownicy nadciągnęła trzytysięczna gromada chłopów z Lutczy. Chłopi ci zdemolowali i obrabowali dwór grabownicki. Obyło się jednak bez ofiar śmiertelnych.
W latach (1847-1848) w Grabownicy panowała epidemia cholery, a także tyfusu i czerwonki. W 1847 roku zmarło w Grabownicy 131 osób, zaś w 1848 roku – 90. W wyniku gradobicia, a także powodzi w 1859 roku, zniszczeniu uległy pola uprawne.
Pewne ożywienie gospodarcze nastąpiło w drugiej połowie XIX wieku i na początku wieku XX. Znacznie wzrosła świadomość społeczna, a także przywiązanie do tradycji narodowej. Wymownym tego przykładem był udział mieszkańca Grabownicy, Teodora Kurza, w powstaniu styczniowym (1863).
Wzmianka z 1858 roku informuje o tym, iż w Grabownicy był jeden dom murowany, którego właścicielem był hrabia Starzewski. Pozostałe domy w XIX i na początku XX wieku były drewniane i najczęściej pokryte słomą. Usytuowane były w ten sposób, iż stanowiły zwartą zabudowę wsi. W warunkach takich dochodziło często do pożarów. Aby zniwelować skutki pożarów do minimum, utworzono w 1888 roku w Grabownicy Ochotniczą Straż Pożarną. Inicjatorem i pierwszym naczelnikiem tej niewielkiej, bo liczącej dwanaście osób, drużyny był Piotr Trześniowski.
Po śmierci w 1889 r. Teofila Wojciecha Ostaszewskiego, majątek przejął jego syn Kazimierz, który założył tu fabrykę powozów i stadninę koni. Po matce, Emmie z Załuskich, utalentowanej pianistce, wnuczce kompozytora Michała Kleofasa Ogińskiego, odziedziczył pasję do muzyki. Skomponował szereg utworów na fortepian, wydane w latach 1996–1998 w Wielkiej Brytanii na płytach CD „Music of the Oginski Dynasty” (ed. Olympia, vol 1-2). Ostatnim właścicielem Grabownicy był Paweł Tyszkowski z Huwnik. Zmarł 17 września 1920 roku. Uprzednio testamentem opatrzonym datą 19 października 1912 roku uczynił Krakowską Akademię Umiejętności jedyną dziedziczką i spadkobierczynią jego dóbr, obejmujących osiemnaście miejscowości.
29 września 1914 roku wkroczyły tutaj wojska rosyjskie z dwóch stron: od Sanoka i Dynowa. 5 października wkroczyli Austriacy, zaś 11 listopada ponownie wojska rosyjskie. Sytuacja taka trwała do 23 grudnia, kiedy do Grabownicy ponownie wkroczyły wojska austriackie. Austriacy ustawili armaty za murami budującego się kościoła. Stwarzało to wielkie niebezpieczeństwo dla powstającej świątyni. Dzięki prośbom organisty, Piotra Trześniowskiego, a także Wojciecha Boka i księdza Winnickiego, armaty zostały z tego miejsca usunięte. W nocy z 23 na 24 grudnia Austriacy opuścili Grabownicę, a wkroczyły ponownie wojska rosyjskie.
Do 1939 dyrektorem firmy Towarzystwo Wiertnicze „Grabownica” Spółka z o.o., działającego we wsi i mającego siedzibę zarządu w budynku przy ul. Zamkowej 30 w Sanoku, był inż. Maksymilian Fingerchut.
Grabownica została wyzwolona spod okupacji hitlerowskiej przez oddziały 38. Armii 1 Frontu Ukraińskiego 6 sierpnia 1944 roku (w grudniu 1949 roku odsłonięto pomnik ku czci żołnierzy radzieckich).

## Zabytki

### PałacStarzeńskichiOstaszewskich
Pałac wzniesiony został prawdopodobnie w XVIII lub XIX wieku. Właścicielami obiektu były kolejno rodziny Starzeńskich, Ostaszewskich i Tyszkowskich. Pałac ten, o charakterze eklektycznym, został gruntownie przebudowany w drugiej połowie XIX wieku. Zwrócony jest frontem ku wschodowi, murowany z cegły, potynkowany, na rzucie prostokąta z trójosiowymi ryzalitami na osiach boków dłuższych; jednokondygnacyjny z wysokim przyziemiem; dwutraktowy, o częściowo przekształconym układzie wnętrz; w przyziemiu kilka pomieszczeń zasklepionych kolebkowo z lunetami; na osi od zachodu salon z sufitem z fasetą i z fragmentami parkietu z dwubarwnego drewna; od wschodu sień z neorenesansowym stropem kasetonowym i rozetami; częściowo zachowana klasycystyczna stolarka drzwi i boazerii; elewacje boków dłuższych dziewięcioosiowe, krótszych trójosiowe, z podziałami z XIX lub XX wieku; dach czterospadowy nad ryzalitem zachodnim mansardowy, kryty blachą.

### Cmentarz parafialny
Na cmentarzu parafialnym w Grabownicy znajdują się nagrobki kamienne pochodzące zapewne z przełomu XIX i XX wieku. Wszystkie te obiekty architektoniczne charakteryzują się dość jednolitą formą. Są to figury o formach słupowych, obrobionych w formę graniastosłupa. Najczęściej składają się z kilku obrobionych bloków kamienia, zwieńczonych krzyżem. Teksty na nagrobkach są rytowane bezpośrednio w kamieniu, bądź też na umieszczonych tablicach. Na dwóch nagrobkach widnieją wykonawcy tej tzw. małej architektury, są to kamieniarze z Krosna: W. Dudek i W. Wojtowicz. Analiza inskrypcji nagrobkowych pozwala stwierdzić, iż wykonawcy nie byli biegli w sztuce pisania. Świadczą o tym błędy ortograficzne: Ian, curka, proszom. Niektóre wyrazy są ze sobą połączone: tuspoczywają, azmarłej. Charakterystyczne jest to, iż w niektórych przypadkach litery takie jak „S” i „N”, pisane są odwrotnie. Zastanowienie budzi pisownia samogłoski „E”. Można wnioskować, iż autor nie znał postaci drukowanej tej litery. Podobnie wygląda pisownia litery „I”.

### Pomnik upamiętniający bitwę pod Grunwaldem
Przed budynkiem szkoły podstawowej stoi pomnik, wybudowany w 1910 roku przez społeczeństwo wsi. Na kamiennej podstawie pomnika została umieszczona figura Matki Boskiej, a u jej podnóża rzeźba orła z rozpiętymi skrzydłami i skutego w kajdany oraz tablica pamiątkowa z napisem 1410-1910 Grunwald. Rzeźbę wykonał Stanisław Piątkiewicz.

### Przydrożne kapliczki i krzyże
W Grabownicy zanotowano kilka kapliczek przydrożnych pochodzących z XIX i XX wieku. Wszystkie są murowane z cegły, wykonane na planie czworobocznym, dachy dwuspadowe lub trójspadowe pokryte są blachą albo dachówką. Wymienione wyżej kapliczki występują w Grabownicy w dwóch formach architektonicznych, jako domowe i wnękowe.
Kapliczki typu domowego stanowią formę pośrednią między architekturą sakralną a budownictwem ludowym. W Grabownicy zanotowano tylko jedną kapliczkę tego typu. Znajduje się przy skrzyżowaniu drogi głównej z drogą wiodącą do kościoła. Jest murowana z cegły, na zewnątrz tynkowana i pobielona. Dach kapliczki jest dwuspadowy, pokryty blachą. Wewnątrz znajduje się obraz Matki Bożej Różańcowej. Kapliczkę tę mieszkańcy nazywają Cygańską. Zapewne o tej kapliczce pisze F. Kotula w książce Po Rzeszowskim Podgórzu błądząc, tłumacząc pochodzenie jej nazwy: We wsi, w części zwanej Polana, stały dawniej dwie cygańskie chałupy. (...) Razu jednego młodej Cygance urodziło się dziecko. Matka jednak rychło stwierdziła, że jest ociemniałe. Porwała tedy niemowlę i pobiegła z nim do kapliczki. Tutaj je położyła na ołtarzyku, sama upadła na kolana i po cygańsku, rozpaczliwym krzykiem rozchodzącym się daleko po wsi, modliła się o wzrok dla swego dziecka. Opowiadają, że stał się cud, że dziecko przejrzało...
Na terenie Grabownicy występują dwie kapliczki typu wnękowego. Pierwsza znajduje się w niedalekiej bliskości centrum wsi, przy głównej drodze. Została wybudowana z cegieł, które łączy zaprawa gliniana. W dolnej części, na cokole, umiejscowiona jest tablica, na której widnieje napis Fundator: Jan Pilszak 15 maja R. 1888. Kapliczka jest otynkowana i pobielona, dach wykonany z blachy. We frontonie znajduje się wnęka zamykana oszklonymi drzwiczkami, wewnątrz umiejscowiona jest gipsowa figurka Najświętszej Maryi Panny Niepokalanie Poczętej. Pod dachem znajduje się druga wnęka (mniejsza), a w niej metalowy krzyż bez pasyjki. Kapliczka została ufundowana przez Jana Pilszaka jako wotum dziękczynne, za to, że w pożarze nie spłonął mu cały dobytek.
Druga kapliczka typu wnękowego stoi przy drodze głównej, w części Grabownicy zwanej Górą. Wykonana została zapewne w pierwszej ćwierci XX wieku. Wykonawcą był Józef Zajdel. Kapliczka jest murowana z cegły, tynkowana i pobielona, dach dwuspadowy pokryty czerwoną dachówką. Jest ona typu dwuwnękowego: w górnej części stoi gipsowa figura Najświętszego Serca Pana Jezusa, a w dolnej figura Matki Bożej Niepokalanej.
Innym typem ludowego budownictwa sakralnego są krzyże przydrożne. Na szczególną uwagę zasługuje krzyż, który stoi w niedalekiej bliskości szkoły. Został on wykonany w 1875 roku. W XIX wieku mieszkającemu we wsi Józefowi Filipowi bardzo ciężko zachorowała żona. Pewnej nocy przyśnił jej się Pan Jezus na wzniesieniu. Wkrótce po tym śnie kazała na pobliskiej górce postawić krzyż. Wykonał go z dębu i postawił mąż chorej, Józef. Krzyż ten został w 1932 roku wywrócony przez burzę. Jan Ostrowski, ówczesny właściciel gruntu, na którym stał krzyż, postawił nowy.

### Domy i chałupy
Dom lub budynek mieszkalno-gospodarczy pełnił najważniejszą funkcję w gospodarstwie. Najstarszy grabownicki dom został wybudowany około roku 1760 i był jedynym reprezentantem XVIII-wiecznego budownictwa mieszkalnego. Pozostałe budynki zostały wykonane w latach (1840 – 1914). Łączna liczba domów zbudowanych do I wojny światowej wynosiła pięćdziesiąt dwa. Pod wieloma kwestiami budynki te były bardzo zróżnicowane. Ich całkowita powierzchnia oscylowała w granicach 25,4-133,0 m². Długość domów również była różnorodna (7,8-19,8 metrów). Przybliżona wysokość najniższego budynku wynosiła 4,6 m, najwyższego – 6,2 m.
W skład wnętrza domu wchodziły różnorodne pomieszczenia, które posiadały określone funkcje. Do najbardziej pospolitych wnętrz należały: izba, sień, komora, stajnia. Łączna liczba pomieszczeń w chałupach Grabownicy rozpostarta była w granicach od trzech do dziesięciu.
Izba była pomieszczeniem mieszkalnym w wiejskim domu. Najistotniejszą funkcję pełniła tzw. izba główna. Jej nieodzowną częścią był piec kuchenny i piekarniczy. Powierzchnia izb głównych wahała się w granicach 10,6-31,5 m².
Oprócz izby głównej w domach występowały również inne izby, które w XX wieku zaczęto nazywać pokojami. Powierzchnia tych izb oparta była w granicach 5,5-26,5 m², a więc o rozmiarach mniejszych niż izb głównych. Wysokość wszystkich izb zamknięta była w przedziale 2,1–2,8 m. Generalizując, domów z jedną izbą było dwadzieścia jeden, z dwiema – dwadzieścia jeden, a z trzema – dziewięć. Tylko jeden dom posiadał cztery izby.
Sień była przelotowym pomieszczeniem komunikacyjnym, niekiedy pełniącym funkcje gospodarcze, usytuowanym między głównym wejściem a dalszymi pomieszczeniami budynku. Sień występowała we wszystkich domach w Grabownicy, w tym dwa budynki posiadały dwie sienie. Wysokość sieni mieściła się w granicach 2,0–2,8 m.
Komora w dawnych wiejskich domach mieszkalnych była pomieszczeniem magazynowym, zwykle nieocieplanym, służącym do przechowywania zapasów i sprzętu gospodarczego, czasami przeznaczonym do spania. W Grabownicy komorę zanotowano w czterdziestu dwóch domach, w tym jedna komora była w trzydziestu dwu chałupach, dwie w ośmiu, a trzy – w dwóch. Powierzchnia komór oscylowała w granicach 3,1-24,7 m².
Stajnia była pomieszczeniem przeznaczonym dla zwierząt hodowlanych. Wchodziła ona w skład trzydziestu dziewięciu budynków mieszkalno-gospodarczych. Powierzchnia stajni w tych budynkach mieściła się w granicach 7,0-27,5 m², natomiast wysokość 1,8–2,5 m.
W skład budynku wchodziły również inne pomieszczenia. Najczęściej były to: skład, przyczółek, chlew, kurnik, sąsiek, boisko.
Domy w Grabownicy były budowane na planie jednotraktu, półtoratraktu i dwutraktu. Rozplanowanie wnętrz w tych domach było bardzo zróżnicowane.
Najstarszym zachowanym budynkiem, związanym z budownictwem ludowym, jest spichlerz plebański, pochodzący zapewne z 1637 roku. Jest on drewniany, konstrukcji zrębowej, usytuowany na planie prostokąta. Dach tego budynku jest czterospadowy, pokryty gontem.
Do roku 1939 we wsi znajdował się pałac, którego właścicielem był Juliusz hr. Starzeński.

## Ludzie związani z Grabownicą Starzeńską
- Alfred Schouppé (1812-1899) – malarz
- Adam Cybulski-Łada (1878-1957) – krytyk literacki, historyk sztuki i poeta
- Mieczysław Suwała (1913-1986) – duchowny rzymskokatolicki, kapelan AK
- Jan Olejko (1936-2000) – nauczyciel, dyrektor szkoły, trener piłki ręcznej kobiet
- Ryszard Kulman (1948-2011) – poeta, prozaik
- Andrzej Olejko (ur. 1963) – historyk